# Brucela
Brucéla (lat. Brucella) je rod gramnegativnih, negibljivih kokoidnih ali paličastih bakterij. Brucele so obligatno aerobni heterotrofi. V rod sodi 6 več vrst, ki so obligatni zajedavci živali (koz, ovac, svinj, psov) in človeka ter povzročajo brucelozo. Tipska vrsta je B. melitensis.

## Opis
Brucele so paličaste gramnegativne bakterije, ki merijo 0,6 do 1,5 μm v dolžini in 0,5 do 0,7 μm v širini. Ne tvorijo spor, ne obdaja jih kapsula ter nimajo bička in so zato negibljive. Zunanja celična membrana je podobna kot pri drugih gramnegativnih bakterijah, z izraženo lipopolisaharidno komponento ter tremi poglavitnimi skupinami beljakovin.

## Epidemiologija
Bolezen pri človeku povzročajo vrste B. abortus (prenos z goveda), B. melitensis (prenos s koz in ovac) in B. suis (prenos s svinj). Z B. canis povzročene okužbe se pojavljajo le sporadično. Najpogosteje se ljudje okužijo na živalskih farmah ali z uživanjem surovih živil živalskega izvora, na primer mleka. Le redko se bolezen prenaša iz človeka na človeka.
Po ocenah se vsako letu na svetu okuži z brucelozo okoli 500.000 ljudi.